# قلعه ایساوا
قلعه ایساوا (به ژاپنی: 胆沢城, Isawa-jō)، یک قلعه ژاپنی در اوایل دوره هی‌آن به سبک jجوساکو واقع در جایی که اکنون بخشی از شهر اوشو، ایواته در منطقه توهوکو در شمال هونشو، ژاپن است.